# Олекшиці (Берестовицький район)
Олекшиці (біл. Алекшыцы) — село в складі Берестовицького району Гродненської області, Білорусь. Село підпорядковане Олекшицькій сільській раді, розташоване у західній частині області на трасі Гродно — Барановичі.

## Історія
Олекшиці — давнє містечко Гродненщини.. Перша згадка датується XVI століттям. Згідно з адміністративно-територіальною реформою (1565—1566 років) містечко було підпорядковане Гродненському повіту Троцького воєводства. У результаті Третього поділу Польщі (1795 року) Олекшиці опинилися у складі Гродненського повіту Гродненської губернії Російської імперії. На початку XX століття містечко налічувало 50 дворів, школу та церкву.
Згідно з Ризьким миром поселення опинилося під владою Другої Річі Посполитої у складі Вовківського повіту Білостоцького воєводства. У ці часи існувало однойменне село (34 будинки) та фільварок (4 будинки).

## Економіка
У селі існують поклади торфу.

## Населення
- 1902 рік — 368 осіб[4];
- 1921 рік — 205 осіб (у селі), з них: Білоруси — 185, Поляки — 13, інші — 7; православні — 192, католики — 11, протестанти — 2. 50 осіб (у фільварку), з них: Білоруси — 22, Поляки — 15, Євреї — 12 та інших — 1; 23 православні, 15 католики і 12 юдеї.[5]

## Пам'ятки
У селі діє православна церква Покрови Богородиці (1865—1871), та греко-католицька церква XVIII століття.

## Відомі люди
- Масальський Ігнац Якуб — релігійний, громадський, політичний діяч та меценат Річі Посполитої.